# Peristernia neglecta
Peristernia neglecta is een slakkensoort uit de familie van de Fasciolariidae. De wetenschappelijke naam van de soort is voor het eerst geldig gepubliceerd in 1855 door A. Adams.